# Filmografia lui Porky Pig
Scopul acestei pagini este de a prezenta filmografia lui Porky Pig.

## Desene cu Porky Pig
Desenele din serial Porky Pig sunt numerotate

### 1935
- I Haven't Got a Hat - Seria "Merrie Melodies", Prima apariție a lui Porky
- The Country Mouse - "Merrie Melodies" series, cameo at the beginning.
- Gold Diggers of '49 - Seria "Beans"

### 1936
- 001 Plane Dippy - Primul desen în seria "Porky", în loc de seria "Beans"
- Alpine Antics - seria "Beans", cameo
- The Phantom Ship - seria "Beans", cameo
- Boom Boom - seria "Beans"
- 002 The Blow Out
- Westward Whoa - Prima apariție a lui Porky în seria "Beans"
- 003 Fish Tales
- 004 Shanghaied Shipmates
- 005 Porky's Pet
- 006 Porky the Rainmaker
- 007 Porky's Poultry Plant
- 008 Porky's Moving Day
- 009 Milk and Money
- 010 Little Beau Porky
- 011 The Village Smithy
- 012 Porky in the North Woods

### 1937
- 013 Porky the Wrestler
- 014 Porky's Road Race
- 015 Picador Porky - Primul desen cu Mel Blanc. (ca taurul)
- 016 Porky's Romance - Ultima oară când Joe Dougherty îl joacă pe Porky, prima apariție a lui Petunia Pig.
- 017 Porky's Duck Hunt - Primul episod când Porky este jucat de Mel Blanc; prima apariție a lui Daffy Duck; și prima apariție a lui Porky cum arată în prezent
- 018 Porky and Gabby - prima apariție a lui Gabby Goat
- 019 Porky's Building
- 020 Porky's Super Service
- 021 Porky's Badtime Story
- 022 Porky's Railroad
- 023 Get Rich Quick Porky - ultima apariție a lui Gabby Goat
- 024 Porky's Garden
- 025 Rover's Rival - primul desen Looney Tunes cu Porky Pig văzut la sfârșitul desenului animat cu tamburul de bas.
- 026 The Case of the Stuttering Pig
- 027 Porky's Double Trouble - ultimul desen "Fat Porky".
- 028 Porky's Hero Agency

### 1938
- 029 Porky's Poppa
- 030 Porky at the Crocadero
- 031 What Price Porky
- 032 Porky's Phoney Express
- 033 Porky's Five and Ten
- 034 Porky's Hare Hunt - Prima apariție a prototipului lui Bugs Bunny
- 035 Injun Trouble - adesea văzut cu (incorecta) scena de titlu de sfârșit Porky din 1939-1946 pusă.
- 036 Porky the Fireman
- 037 Porky's Party – Ultimul desen cu scena de titlu Porky Pig în mod rapid
- 038 Porky's Spring Planting
- 039 Porky & Daffy
- 040 Wholly Smoke
- 041 Porky in Wackyland
- 042 Porky's Naughty Nephew - Prima apariție a lui Cicero Pig (numit "Pinkie" în cele două apariții ale sale în desene animate).
- 043 Porky in Egypt
- 044 The Daffy Doc
- 045 Porky the Gob

### 1939
- 046 The Lone Stranger and Porky
- 047 It's an Ill Wind
- 048 Porky's Tire Trouble
- 049 Porky's Movie Mystery
- 050 Chicken Jitters
- 051 Porky and Teabiscuit
- 052 Kristopher Kolumbus Jr.
- 053 Polar Pals
- 054 Scalp Trouble
- 055 Old Glory - primul desen Porky Pig făcut în proces 3 strip Technicolor (el a apărut mai întâi într-un desen 2 strip Technicolor din seria Merrie Melodies).
- 056 Porky's Picnic
- 057 Wise Quacks
- 058 Porky's Hotel - ultimul desen cu scena de titlu din 1937-39.
- 059 Jeepers Creepers - primul desen cu noua versiune a scenei de titlu Porky Pig
- 060 Naughty Neighbors
- 061 Pied Piper Porky
- 062 Porky the Giant Killer
- 063 The Film Fan

### 1940
- 064 Porky's Last Stand
- 065 Africa Squeaks
- 066 Ali-Baba Bound - Domeniul public
- 067 Pilgrim Porky
- 068 Slap Happy Pappy
- 069 Porky's Poor Fish
- You Ought to Be in Pictures - prima apariție a lui Porky în seria "Daffy Duck"
- 070 The Chewin' Bruin
- 071 Porky's Baseball Broadcast
- 072 Patient Porky
- 073 Calling Dr. Porky
- 074 Prehistoric Porky
- 075 The Sour Puss
- 076 Porky's Hired Hand
- 077 The Timid Toreador

### 1941
- 078 Porky's Snooze Reel
- 079 Porky's Bear Facts - prima apariție care arată o versiune mai rapidă a începutului lui LT
- 080 Porky's Preview
- 081 Porky's Ant
- A Coy Decoy - Seria "Daffy Duck"
- 082 Porky's Prize Pony"
- 083 We, the Animals - Squeak
- The Henpecked Duck - Seria "Daffy Duck"
- 084 Notes to You
- 085 Robinson Crusoe Jr. - primul desen "Porky Pig" regizat de Norman McCabe
- 086 Porky's Midnight Matinee
- 087 Porky's Pooch

### 1942
- 088 Porky's Pastry Pirates
- 089 Who's Who in the Zoo
- 090 Porky's Cafe
- My Favorite Duck - Seria "Daffy Duck"

### 1943
- "091 Confusions Of A Nutzy Spy - film pentru Al Doilea Război Mondial
- 092 Yankee Doodle Daffy - Seria "Daffy Duck"
- 093 Porky Pig's Feat - Ultima împerechere Daffy/Porky unde Porky învinge
- A Corny Concerto - Seria "Merrie Melodies", acest desen îi are pe multe staruri ale viitorului ale Warner Brothers., Domeniul public

### 1944
- Tom Turk and Daffy - Seria "Daffy Duck"
- Tick Tock Tuckered (versiune colorată a lui Porky's Badtime Story) - Seria "Daffy Duck"
- Duck Soup to Nuts - Seria "Daffy Duck"
- Slightly Daffy (refacere colorată a lui Scalp Trouble) - Seria "Daffy Duck"
- 094 Brother Brat

### 1945
- 095 Trap Happy Porky
- 096 Wagon Heels (versiune colorată a lui Injun Trouble)

### 1946
- Baby Bottleneck - Seria "Daffy Duck"
- Daffy Doodles - Seria "Daffy Duck"
- 097 Kitty Kornered
- The Great Piggy Bank Robbery - Seria "Daffy Duck", cameo
- 098 Mouse Menace

### 1947
- 99 One Meat Brawl - singurul desen "Porky" din 1947
- Little Orphan Airedale - seria "Charlie Dog"

### 1948
- Daffy Duck Slept Here - Seria "Daffy Duck"
- 100 Nothing But the Tooth - Primul desen "Porky" din Ianuarie 1947
- 101 The Pest That Came to Dinner
- Riff Raffy Daffy - Seria "Daffy Duck"
- 102 Scaredy Cat

### 1949
- Awful Orphan - Seria "Charlie Dog"
- 103 Porky Chops
- 104 Paying the Piper
- Daffy Duck Hunt - Seria "Daffy Duck"
- 105 Curtain Razor
- Often an Orphan - Ultima apariție a lui Porky în seria "Charlie Dog"
- 106 Dough for the Do-Do (versiune colorată a lui Porky in Wackyland)
- 107 Bye, Bye Bluebeard

### 1950
- Boobs in the Woods - Seria "Daffy Duck"
- The Scarlet Pumpernickel - Seria "Daffy Duck"
- 108 An Egg Scramble
- Golden Yeggs - Seria "Daffy Duck"
- The Ducksters - Seria "Daffy Duck"
- 109 Dog Collared

### 1951
- 110 The Wearing of the Grin - Ultimul desen în seria "Porky"
- Drip-Along Daffy - Seria "Daffy Duck"
- The Prize Pest - Seria "Daffy Duck"

### 1952
Toate aparițiile lui Porky între 1952 și 1953 formează parte a seriei "Daffy Duck"
- Thumb Fun
- Cracked Quack
- Fool Coverage

### 1953
- Duck Dodgers in the 24½th Century

### 1954
- Claws for Alarm - Seria "Motanul Sylvester"
- My Little Duckaroo - Seria "Daffy Duck"

### 1955
- Jumpin' Jupiter - Seria "Motanul Sylvester"
- Dime to Retire - Seria "Daffy Duck"

### 1956
Toate desenele din era de aur avându-l în distribuție pe Porky (cu excepția desenului din 1964 cu Bugs Bunny și Yosemite Sam Dumb Patrol) formează parte a seriei "Daffy Duck"
- Rocket Squad
- Deduce, You Say

### 1957
- Boston Quackie

### 1958
- Robin Hood Daffy

### 1959
- China Jones

### 1961
- Daffy's Inn Trouble

### 1965
- Corn on the Cop

### 1980
- Duck Dodgers and the Return of the 24½th Century - Seria "Daffy Duck".

### 1996
- Superior Duck - Seria "Daffy Duck".

### 2004
- My Generation G-G-Gap - realizat doar în ediția australiană de DVD Looney Tunes: Back in Action.